# 狭口村
狭口村（せばぐちむら）は、かつて新潟県南蒲原郡にあった村。

## 沿革
- 1889年（明治22年）4月1日 - 町村制施行に伴い南蒲原郡狭口村が村制施行し、狭口村が発足。
- 1901年（明治34年）11月1日 - 南蒲原郡加茂町、加新村と合併し、加茂町を新設して消滅。